# Mohamed Lahyani
Mohamed Lahyani, född 27 juni 1965 i Marocko, är en svensk professionell tennisdomare. Han är en av de mest erfarna aktiva domarna på ATP-touren och innehar sedan 1997 den ATP:s högsta certifiering kallad "Gold Badge".

## Biografi
Lahyani växte upp i Uppsala där hans föräldrar drev en restaurang och senare även startade ett gym. Lahyani började döma tennismatcher på nationell nivå under 1980-talet. Den då starka perioden för svensk tennis gjorde att han tidigt fick chansen att döma matcher på hög sportslig nivå. För att få döma internationella matcher på högsta nivå utbildade han sig först i Warszawa och därefter i Barcelona.

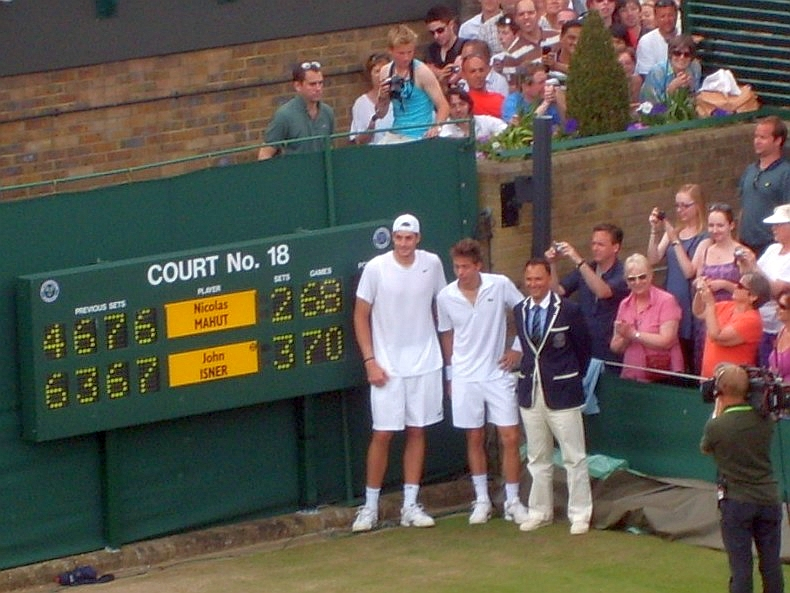
John Isner, Nicolas Mahut och huvuddomaren Mohamed Lahyani framför poängtavlan efter tidernas längsta tennismatch i Wimbledonmästerskapen 2010. Isner vann femte set 70–68.

Lahyani har dömt matcher på ATP-touren sedan början av 1990-talet. Från 1997 har han varit domare på heltid då han tilldelades den högsta tillgängliga certifieringen från Association of Tennis Professionals (ATP), kallad "Gold Badge". Lahyani blev känd för den bredare tennispubliken 2010 då han dömde tidernas längsta tennismatch i Wimbledonmästerskapens första omgång. Matchen mellan John Isner och Nicolas Mahut avgjordes över 11 timmar och 5 minuters speltid fördelat över tre dagar. Under andra dagen satt Lahyani åtta timmar i domarstolen, utan avbrott för mat eller toalettbesök. Lahyani sade själv efter matchen att han var så fängslad av spelet att han inte kunde tänka på annat. Vid ett tillfälle har Lahyani fått tillfälle att döma en Grand Slam-final, nämligen i Wimbledonmästerskapen 2013 när Andy Murray besegrade Novak Đoković.
Under US Open 2018 fick Lahyani kritik för att han gav uppmuntrande ord till Nick Kyrgios. Han fick forstsätta döma under turneringen, men ATP bestraffade honom senare med en tillfällig avstängning under två veckor. Lahyani har därefter valt att inte döma Kyrgios matcher.
Lahyani är också ansvarig för utbildning och professionell utveckling för ATP:s domare. I rollen ingår att ge feedback till andra domare på hur de hanterat besvärliga situationer på tennisbanan.